# Outside the Gate
Albums de Killing Joke
Brighter Than a Thousand Suns the Courtauld Talks
Outside the Gate est le 7e album studio du groupe Killing Joke sorti en juin 1988. À l'origine, il devait sortir sous le seul nom de Jaz Coleman, leur chanteur. Cependant, Virgin Records a jugé plus profitable commercialement d'utiliser le nom Killing Joke, sans l'accord de Coleman. Celui-ci cosigne les morceaux avec Geordie Walker, le guitariste. La réalisation de l'album s'est faite dans des délais très courts, imposés par la production.
Coleman s'est basé sur des principes de numérologie sumérienne pour choisir le tempo de certains des morceaux, comme il l'explique dans le livret de leur album-conférence suivant, the Courtauld Talks.
Parmi les standards du groupe, on retrouve ici le morceau America qui exprime l'aversion de Coleman pour la culture américaine. Stay One Jump Ahead restera pour sa part comme l'unique tentative, de la part de Killing Joke, de s'aventurer dans le domaine du rap.

## Liste des morceaux
1. America
2. My Love Of This Land
3. Stay One Jump Ahead
4. Unto The Ends Of The Earth
5. The Calling
6. Obsession
7. Tiahuanaco
8. Outside The Gate
9. America (extended mix) (sur la version CD uniquement)
10. Stay One Jump Ahead (extended mix) (sur la version CD uniquement)